# Wodowskaz w Zawichoście
Wodowskaz w Zawichoście – historyczny wodowskaz wiślany przy ulicy Plażowej w Zawichoście, obecnie przy starorzeczu Wisły, na terenie rezerwatu przyrody Wisła pod Zawichostem w województwie świętokrzyskim 

## Historia
Okazyjnych, nieregularnych pomiarów stanów wód Wisły w Zawichoście dokonywano od 1813. Od 1848 weszły do użytku na rzece statki parowe, a w 1852 uruchomiono regularną komunikację do Warszawy. W związku z tym pojawiła się potrzeba regularnych pomiarów stanów wód, aby zapewnić bezpieczeństwo żeglugi. Jako punkt zerowy przyjęto wstępnie oznaczenie na spichlerzu Prendowskiego, a w 1842 roku zaktualizowano do stanu obecnego, odnosząc się do punktu zero w Kronsztadzie na Bałtyku (ta część Polski była wówczas pod zaborem rosyjskim). Ustalenie tego punktu upamiętniono istniejącym do dziś powyżej wodowskazu kamiennym obeliskiem z wyrytymi danymi liczbowymi (teren prywatny, nieuprzystępniony). Obelisk ten istniał w 1900, a zatem prawdopodobnie został wzniesiony w XIX wieku (1848). Na szczycie obelisku znajdował się w przeszłości dwugłowy orzeł rosyjski, zabrany przez okupantów austriackich w 1915. Spichlerze zawichojskie z biegiem czasu były rozbierane bądź niszczone. Tablicę z zaznaczeniem stanu wody przeniesiono na łatę, ustawioną w miejscu spichlerza stojącego obecnie w parku etnograficznym w Tokarni. W 1924 zbudowano obecny, kamienny wodowskaz w formie smukłej wieżyczki. Obiekt wznieśli lokalni rzemieślnicy: Piotr Piekarski oraz Karol Wójcik.
Wodowskaz jest własnością Instytutu Meteorologii i Gospodarki Wodnej, a sam teren należał do Regionalnego Zarządu Gospodarki Wodnej, potem został przejęty przez gminę Zawichost i uporządkowany. Planowane jest utworzenie miejsca wypoczynku wraz z przystanią kajakową.

## Zasada działania
W przeszłości wody rzeki docierały niewielkim kanałem od linii brzegowej do aparatury pomiarowej. Uzyskane dane przekazywano telefonicznie (potem radiowo) do Instytutu Meteorologii i Gospodarki Wodnej w Sandomierzu.

## Galeria

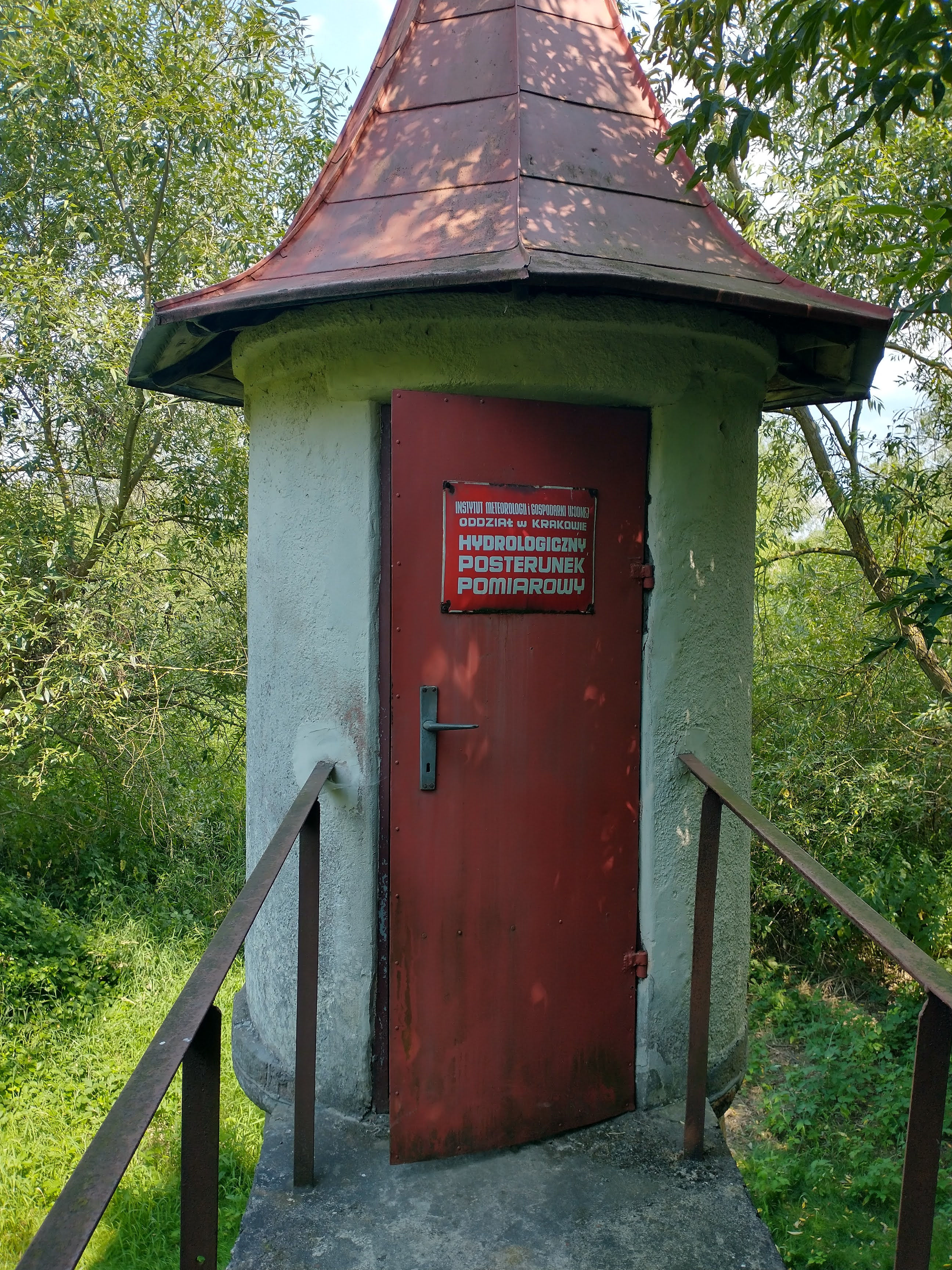
Wejście
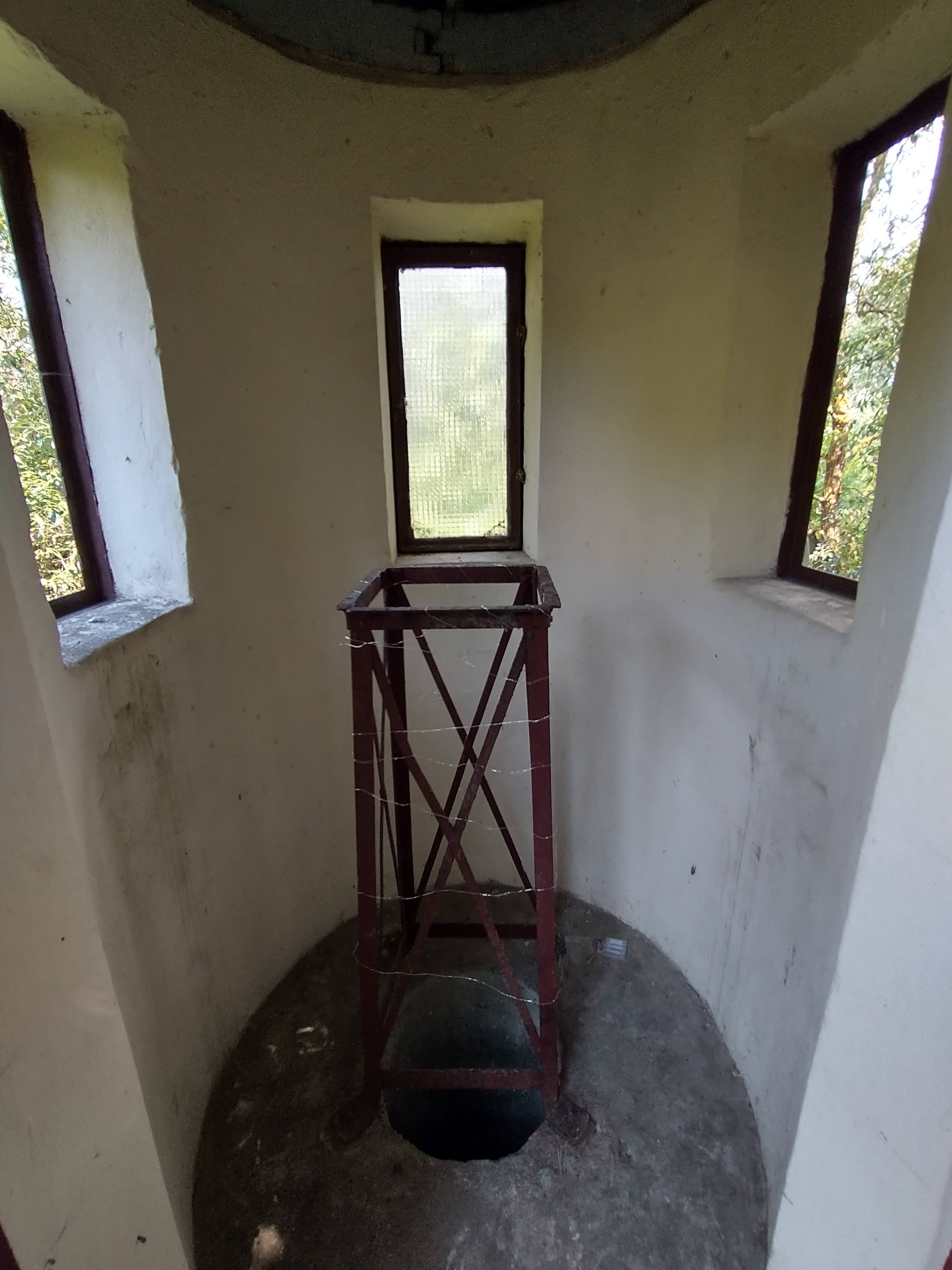
Wnętrze
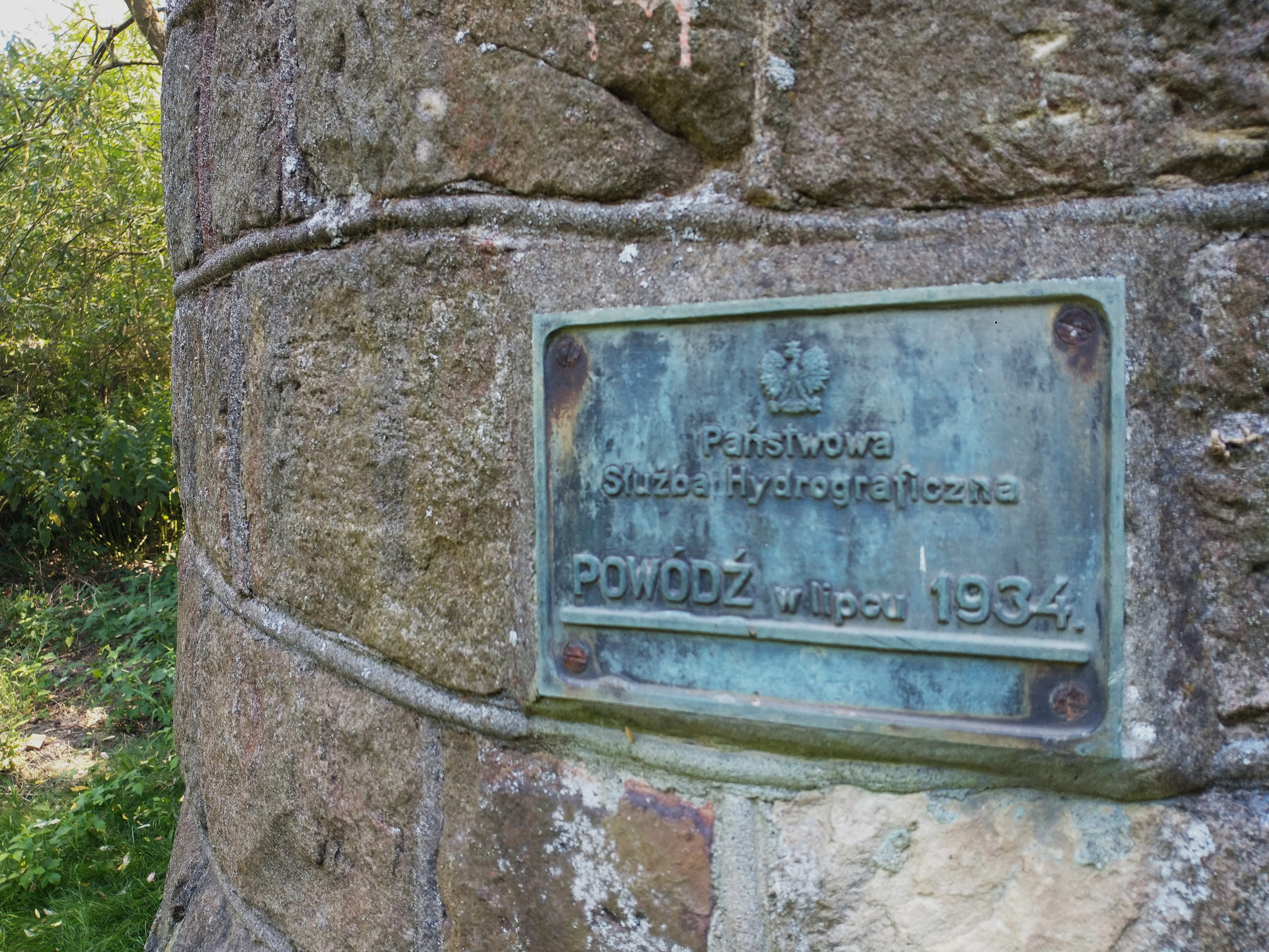
Upamiętnienie powodzi z 1934